# Banner (contea di Kings, California)
Banner è una città fantasma degli Stati Uniti d'America situata nella Contea di Kings, nello Stato della California. Si trovava sulla Atchison, Topeka and Santa Fe Railway a una distanza di circa 4,8 km a nord-nordovest di Hanford.
Banner appariva sulle carte geografiche ancora nel 1926.